# يوري يانوسكي
يوري يانوسكي (بالإسبانية: Yury Yanowsky)‏ (مواليد 1972 في ليون، فرنسا) هو راقص باليه إسباني فرنسي المولد ومصمم رقصات وراقص رئيسي سابق لمركز الباليه في بوسطن.